# Витез новчића
Витез новчића је карта која се користи у картама латинске боје које укључују тарот шпилове . То је део онога што читаоци тарот карата називају Мала Аркана.
Тарот карте се користе широм Европе за играње тарот карташких игара.
У земљама енглеског говорног подручја, где су игре углавном непознате, тарот карте су се почеле користити првенствено у сврхе прорицања.

## Прорицање
Витез се генерално сматра одговарајућом картом за тинејџера или младу одраслу особу, најчешће тинејџера или младића. Новчићи се сматрају „најмрачнијим“ оделима у погледу избора на основу изгледа и намењени су да представљају тамнопуте и тамнокосе људе. Користећи ову методу, витез од новчића би се користио за представљање младића тамног тена и црна лица.
Такође се може изабрати на основу значења карте и како се то значење подудара са личношћу. Дакле, у случају Витеза од новчића, карта може представљати некога ко је тврдоглав или вредан, озбиљан или наметнут. Ову картицу можете користити и када се ухватите у коштац са питањем где се појављује једно од тих питања – када имате питање о послу или животу код куће, или питање о томе да ли да останете при свом питању.